# Ndjukes

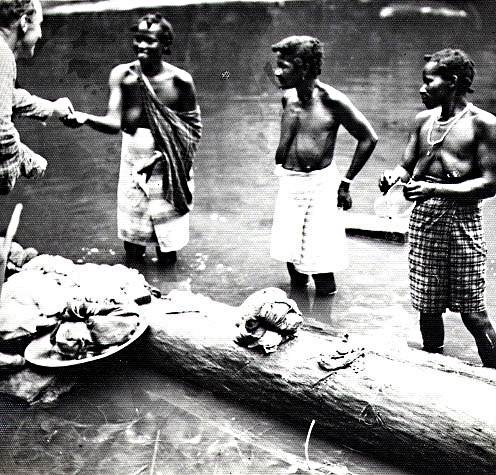
Dones ndjuka duen a terme les tasques diàries, riu Surinam, 1955

Els ndjukes (pejorativament pronunciat "djuka"), també coneguts com a aukan o okanisi, són un dels sis grups ètnics cimarrón (antigament anomenats "negres de la selva", que té tints pejoratius) de la República de Surinam i un dels pobles cimarrón de la Guaiana Francesa. Parlen la llengua ndyuka i es divideixen en dos grups, els opu que viuen aigües amunt del riu Tapanahony, al sud de Surinam, i els bilo, que viuen aigües avall d'aquest riu.

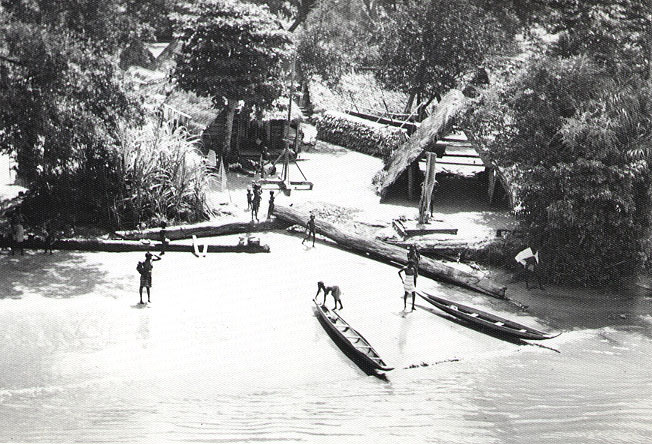
Caiucs en un poblat ndjuka, riu Surinam, 1955

Així mateix, se subdivideixen en catorze grups de parentiu matrilineals anomenats lo.

## Orígens
Els ndjukes i afins són d'ascendència africana, havien estat enviats com a esclaus a Surinam als segles XVII-XVIII a treballar en les plantacions colonials de propietat holandesa. Els que van escapar-ne es van internar al fons de les selves tropicals on van establir comunitats cimarrones al llarg dels rius, la majoria a la part sud-est de Surinam i en parts de la veïna Guaiana Francesa, i on la seva cultura va adoptar elements de les cultures dels nadius americans. És estrany que els ndjuka es casin fora del grup "de manera que es mantenen genèticament similars als seus ancestres africans."
El Museu Públic de Milwaukee diu el següent sobre els ndjukes i la seva forma de vida cimarrona:
| « | Entre el ndyuka, com en totes les altres tribus cimarrones, tothom treballa en projectes artístics en les activitats quotidianes, i són admirats per la seva excel·lent habilitat en la talla en fusta, talla de carabassa, i les arts tèxtils. Les relacions socials i les mostres d'amor i afecte són la raó central per a la producció d'art. Històricament, només els homes practicaven la talla en fusta, mentre que les dones feien tallat de carbassa i les arts tèxtils. Atès que els objectes van ser creats com a regals, els homes tenen grans col·leccions de roba, i capes de les esposes i antigues amants, mentre que les dones posseeixen grans col·leccions d'objectes de fusta com remenadors d'aliments i d'excrements, safates i plats de cacauet molt. Les talles de carabassa també són freqüents però fetes majoritàriament per dones, produeixen culleres i plats amb dissenys complicats per a l'ús diari. Les arts tèxtils fetes per dones, produïdes com a intercanvi de regals per a un marit o amant, s'han transformat en cotó en gran mesura amb l'accés al comerç de la costa. Les tendències en moda canvien ràpidament, utilitzant el brodat elaborat, aplics i mosaic, amb dones que n'intercanvien lliurement a altres, mentre en fabriquen per a elles mateixes. | » |

El 10 d'octubre de 1760 els ndyuka van signar un tractat amb els colonitzadors holandesos, que els permetia l'autonomia territorial. El 10 d'octubre és encara un dia celebrat entre alguns cimarrons surinamesos.
En les últimes dècades del segle XX molts ndyuka han traslladat la seva residència des dels seus ancestrals poblats a l'interior, cap a la costa, especialment a la rodalia de Paramaribo, la capital del país.

## Personatges

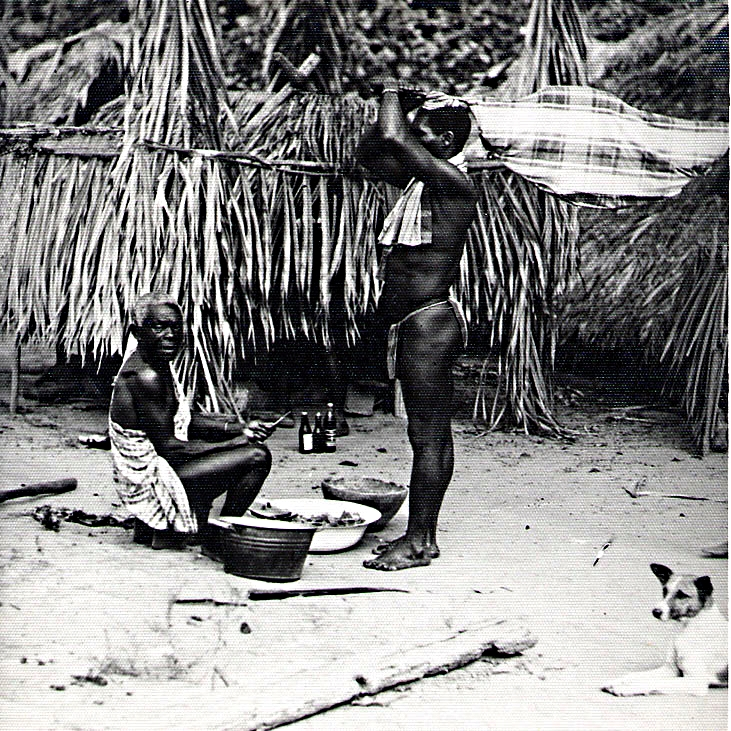
Cos d'un nen ndyuka en braços d'un home medicina, riu Surinam, 1955

- Gaanman Gazon, antic cap.